# District d'Ajmer
Le district d'Ajmer est un district de l'État du Rajasthan en Inde.